# Infiniti
Infiniti é a marca nipo-americana de automóveis de luxo da Nissan, a qual tem seus modelos comercializados nos seguintes mercados: Estados Unidos, México, Canadá, vários países do Oriente Médio, Coreia do Sul e Taiwan. Em 2007 a marca chegou na Europa continental, à Rússia e à Ucrânia. Em 2008 passou a ser disponibilizada também no Reino Unido e na China e no Japão somente após esta data.
A linha Infiniti é tradicionalmente baseada em plataformas de modelos da Nissan, entretanto a tendência atual é que as diferenças se acentuem, a fim de melhor delinear a marca sob os conceitos de luxo e performance. As concessionárias Infiniti, por exemplo, têm estrutura e arquitetura diferenciadas das tradicionais da Nissan. Uma possível comparação seria dizer que a Infiniti é o que a Audi é para a Volkswagen.
Seus modelos de coupés e sedans recebem nomes com 1 letra, enquanto os utilitários esportivos recebem 2 letras como denominação. Após a(s) letra(s) segue uma referência à motorização do modelo.

## História

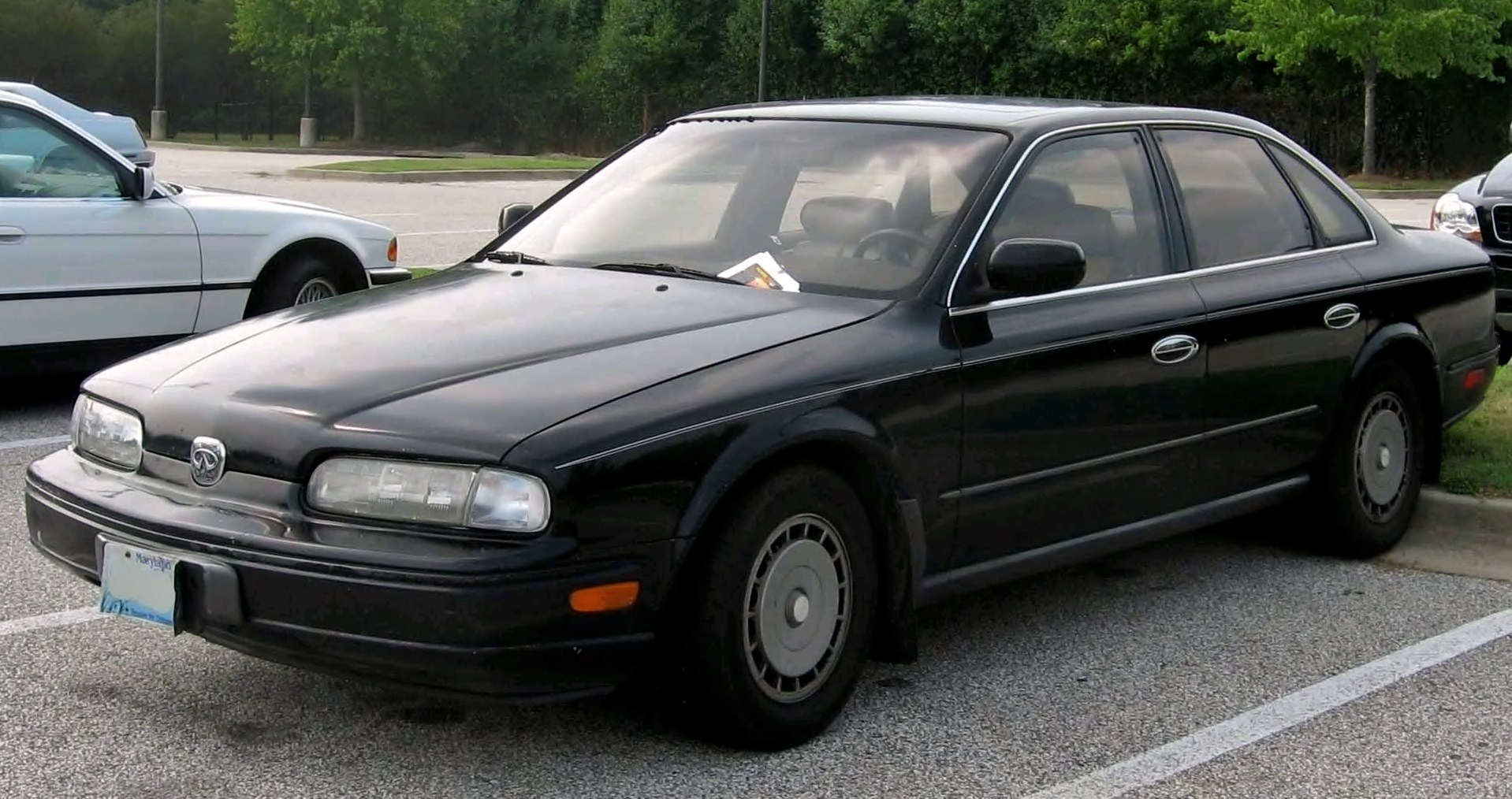
Primeiro veículo lançado pela Infiniti, o Q45 em 1989.

A Infiniti foi criada nos Estados Unidos pela Nissan em 1989, a fim de competir com as marcas de luxo da Toyota e da Honda: Lexus e Acura, respectivamente.
O primeiro modelo de sucesso da Infiniti foi o Q45, que era equipado com o V8 mais potente da sua categoria na época além de suspensão ativa e outros recursos tecnológicos. Este modelo roubou significativamente venda de modelos da BMW e Mercedes-Benz, os quais na época vendiam significativamente mais que modelos da Cadillac e Lincoln.
Durante os anos 1990 as vendas caíram bastante, especialmente devido à má situação financeira da Nissan, e por volta do ano 2000 a Infiniti quase desapareceu. Juntamente com a revitalização da Nissan, capitaneada por Carlos Ghosn, a Infiniti passou por uma reformulação severa e ganhou foco na performance esportiva. Hoje é uma marca que goza de excelente reputação e está em franca expansão, tanto da linha de modelos quanto da participação em mercados mundiais.

## Modelos

### Atuais

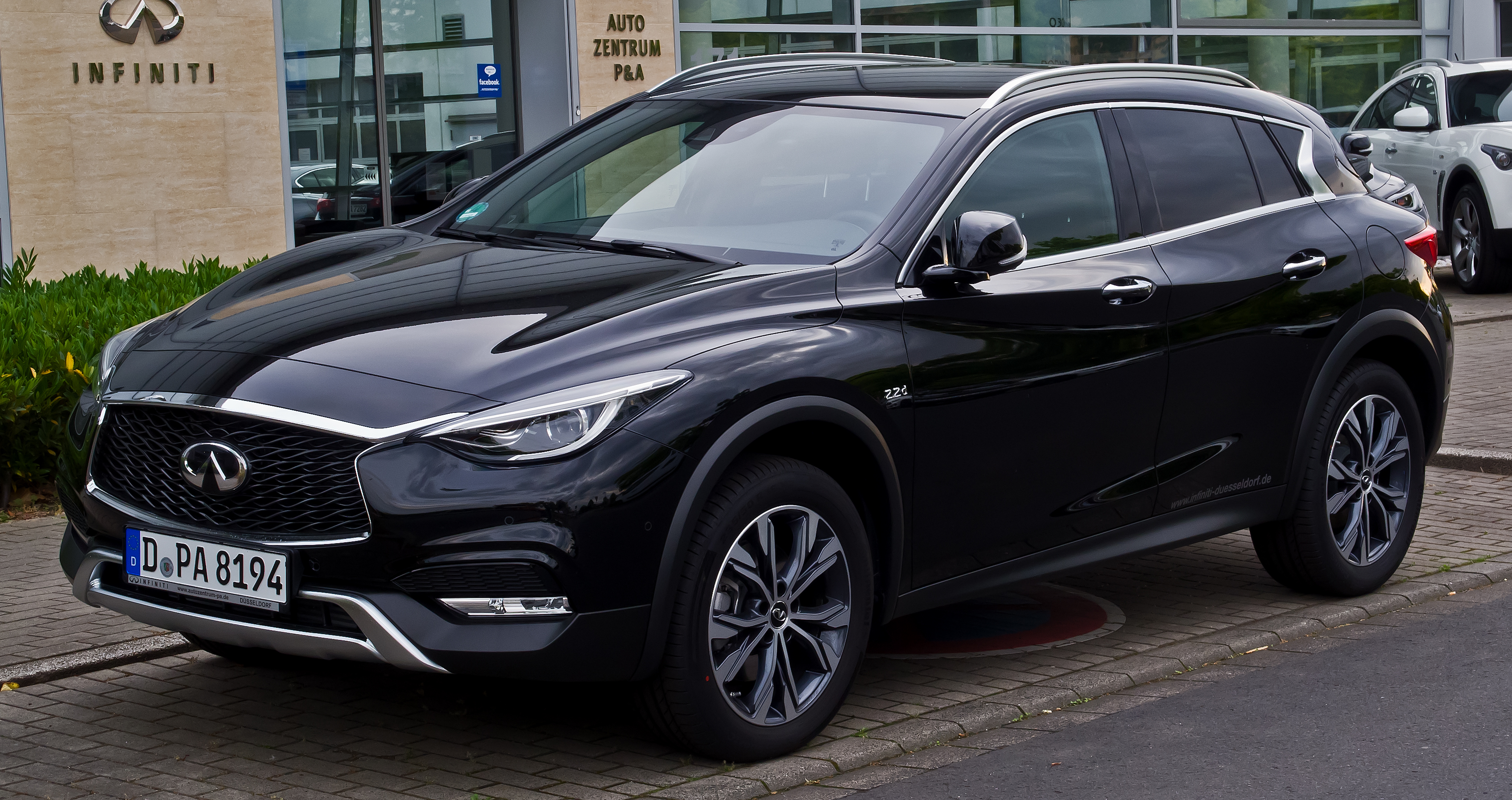
Infiniti QX30.

- Infiniti FX (FX35, FX45 e FX50)
- Infiniti Q50
- Infiniti M (M35, M35x e M45)
- Infiniti QX56
- Infiniti G37

### Passados
- Infiniti M30
- Infiniti G20
- Infiniti G35
- Infiniti J30
- Infiniti I (I30, 1996-2001; I35, 2002-2004)
- Infiniti Q45
- Infiniti QX4
- Infiniti QX30

### Conceitos
- Infiniti Kuraza